# トライハートコーポレーション
株式会社トライハートコーポレーション（TRY-HEART CORPORATION）は、2008年まで活動のあった日本のアダルトビデオメーカー。「セクシア（SexiA）」レーベルなどで知られる。

## 概要
もともとはビデ倫メーカーとして活動していたが、2005年に脱退し、ビジュアルソフト・コンテンツ産業協同組合（VSIC）の審査に移行した。
セクシアレーベルは2006年11月からアウトビジョン（北都）に販売を委託している。
また、ビデ倫時代からセルDVDの一部は笠倉出版社が販売元となっており、笠倉がレンタル向けに参入する前は同社制作作品のレンタル版を発売していたこともある。現在は「女匠」（めしょう）レーベルの制作を担当している。
2008年の配信作品を最後とした。